# Club Balonmano Puerto Sagunto
Club Balonmano Puerto Sagunto (Handballclub Puerto Sagunto) ist ein Handballverein aus der Stadt Sagunt in der Provinz Valencia, Spanien. Er spielte in der Liga Asobal, Spaniens erster Handballliga.
Aus Sponsoringgründen tritt der Verein seit dem Jahr 2012 unter dem Namen Fertiberia Puerto Sagunto an, vorher auch als Alser Puerto Sagunto.

## Geschichte
Das Unternehmen Altos Hornos de Vizcaya betrieb in den 1950er Jahren die Sportgruppe Grupo Atlético AHV, in der vor allem Leichtathletik betrieben wurde, später auch Basketball. Nachdem das Basketballteam von der ersten in die dritte Liga zurückgestuft worden war, widmeten sich die Spieler fortan dem Handball, zunächst dem Feldhandball mit sieben Spielern, ab 1956 mit elf Spielern. Ab 1958 spielte der Verein in der División de Honor, der höchsten spanischen Liga. In der Saison 1968/1969 wurde der Verein Altos Hornos Zweiter der spanischen Liga. Wie überall, vollzog sich auch in Spanien der Wandel vom Feldhandball zum Kleinfeldhandball bzw. Hallenhandball. Damit einher ging die Verpflichtung für die spanischen Vereine, ab der Saison 1970/1971 eine Spielhalle für die Heimspiele zu betreiben. Da das nicht realisiert werden konnte, wurde der Verein Altos Hornos aufgelöst.
Am 23. November 1970 wurde dann der Club Balonmano Puerto Sagunto gegründet. Da mit der Auflösung des Vorgängervereins auch dessen Spielrecht in der ersten Liga verlorenging, übernahm der neue Verein das vakante Startrecht in der Primera División Nacional von der zweiten Mannschaft des BM Marcol Valencia. Da es in der Stadt noch immer keine Halle gab, wurden Heimspiele in Almenara und Paterna ausgetragen. Mitte 1975 wurde dann eine Halle in Sagunt errichtet. Nach der Saison 1983/1984 stieg der Verein in die Segunda División ab. Nach dem Einstieg eines neuen Sponsors im Jahr 1983 gelang erneut der Aufstieg in die Primera División. In der Spielzeit 1993/1994 gelang der weitere Aufstieg in die neu geschaffene División de Honor B, die zweite spanische Liga. Nach der Saison 1996/1997 stieg der Verein in die dritte Liga ab. Nach der Saison 1999/2000 stieg das Team wieder in die Primera División auf. Nach dem Einstieg der Firma Alser S. L. als Sponsor in der Saison 2005/2006 belegte der Verein in der Spielzeit 2006/2007 und 2007/2008 jeweils Platz 1 der Gruppe C der Primera División, 2007 erreichte man auch den Aufstieg in die División de Honor B. In der Saison 2009/2010 stieg BM Puerto Sagunto als Meister der División de Honor in die erste spanische Liga, die Liga Asobal, auf.
In der ersten Spielzeit in der höchsten Liga, der Saison 2010/2011, belegte der Verein den 12. Platz und schaffte damit den Klassenerhalt. In der Saison 2011/2012 belegte das Team den letzten Platz; da die Vereine AMAYA Sport San Antonio und CBM Torrevieja aber aus wirtschaftlichen Gründen absteigen mussten, konnte BM Puerto Sagunto in der Liga bleiben. In der Spielzeit 2012/2013 belegte der Verein Platz 10 der Liga und erreichte das Viertelfinale der Copa del Rey. Im selben Jahr wurde das Unternehmen Fertiberia neuer Hauptsponsor. In der Spielzeit 2013/2014 gelang erst im letzten Spiel (gegen Villa de Aranda) der Klassenerhalt. Die Saison 2017/2018 beendete das Team auf dem 15. Platz und stieg in die zweite Liga ab. 2019 gelang dem Verein nochmals der Aufstieg in die Liga Asobal. In der Saison 2019/2020, die wegen der COVID-19-Pandemie abgebrochen wurde, gelang der 11. Platz. Nach der Spielzeit 2020/2021 stieg das Team erneut ab. Die erste Mannschaft spielte seitdem in der División de Honor Plata, der 2. spanischen Handball-Liga. Im Mai 2023 stand die Mannschaft als Aufsteiger in die Liga Asobal fest. Der Verein spielte nur eine Saison erstklassig; am 25. Spieltag der Saison 2023/2024 stand das Team vorzeitig als Absteiger aus der ersten Liga fest.

### Platzierungen seit 1990
| Saison    | Niveau | Liga                      | Platz         |
| --------- | ------ | ------------------------- | ------------- |
| 1990/1991 | 2      | Primera División Nacional | 05 (Gruppe 2) |
| 1991/1992 | 2      | Primera División Nacional | 08 (Gruppe 3) |
| 1992/1993 | 2      | División de Honor Plata   | 05 (Gruppe 2) |
| 1993/1994 | 2      | División de Honor Plata   | 04 (Gruppe 2) |
| 1994/1995 | 2      | División de Honor Plata   | 05            |
| 1995/1996 | 2      | Primera División Nacional | 15            |
| 1996/1997 | 2      | Primera División Nacional | 17            |
| 1997/1998 | 3      | Primera División Nacional | 12 (Gruppe C) |
| 1998/1999 | 3      | Primera División Nacional | 14 (Gruppe C) |
| 1999/2000 | 4      | Segunda División Nacional | 01            |
| 2000/2001 | 3      | Primera División Nacional | 03 (Gruppe C) |
| 2001/2002 | 3      | Primera División Nacional | 08 (Gruppe C) |
| 2002/2003 | 3      | Primera División Nacional | 07 (Gruppe D) |
| 2003/2004 | 3      | Primera División Nacional | 05 (Gruppe C) |
| 2004/2005 | 3      | Primera División Nacional | 06 (Gruppe D) |
| 2005/2006 | 3      | Primera División Nacional | 04 (Gruppe D) |
| 2006/2007 | 3      | Primera División Nacional | 01 (Gruppe C) |
| 2007/2008 | 3      | Primera División Nacional | 01 (Gruppe C) |
| 2008/2009 | 2      | División de Honor Plata   | 10            |
| 2009/2010 | 2      | División de Honor Plata   | 01            |
| 2010/2011 | 1      | Liga ASOBAL               | 12            |
| 2011/2012 | 1      | Liga ASOBAL               | 16            |
| 2012/2013 | 1      | Liga ASOBAL               | 09            |
| 2013/2014 | 1      | Liga ASOBAL               | 13            |
| 2014/2015 | 1      | Liga ASOBAL               | 12            |
| 2015/2016 | 1      | Liga ASOBAL               | 09            |
| 2016/2017 | 1      | Liga ASOBAL               | 12            |
| 2017/2018 | 1      | Liga ASOBAL               | 15            |
| 2018/2019 | 2      | División de Honor Plata   | 02            |
| 2019/2020 | 1      | Liga ASOBAL               | 11            |
| 2020/2021 | 1      | Liga ASOBAL               | 16            |
| 2021/2022 | 2      | División de Honor Plata   | 05            |
| 2022/2023 | 2      | División de Honor Plata   | 01            |
| 2023/2024 | 1      | Liga Asobal/Plenitude     | 16            |
| 2024/2025 | 2      | División de Honor Plata   | 05.           |

## Heimspielstätte
Heimspielstätte ist der Pabellón Polideportivo municipal „internúcleos“.

## Spieler
Beim Verein spielten auch Michael Apelgren, Gonzalo Carou, Bruno Kozina, Aidenas Malašinskas, Ángel Pérez de Inestrosa, Ignacio Plaza Jiménez, Chen Pomeranz, Nikola Prce, Carlos Grau (2013–2014) und Seufyann Sayad.